# Mns Alue
Mns Alue is een bestuurslaag in het regentschap Lhokseumawe van de provincie Atjeh, Indonesië. Mns Alue telt 2320 inwoners (volkstelling 2010).